# كريس بياتريس
كريس بياتريس (بالإنجليزية: Chris Beatrice)‏ هو مهندس أمريكي، ولد في القرن العشرين.